# دریگان
دریگان (پارسی میانه: Darigān) یک نیروی نظامی ویژه در ارتش شاهنشاهی ساسانی بود که در کنار پشتیگبان به محافظت از شاهنشاه ساسانی می‌پرداختند. اعضای دریگان از میان خانواده‌های اصیل و شاخص درون شاهنشاهی انتخاب شدند. اعضای دریگان به وظایفی مانند نگهبانی از دروازه‌های کاخ و شرفیابی مهمانان و رهبران خارجی به شاهنشاه می‌پرداختند و گهگاه به عنوان مشاوران نظامی یا دیپلمات‌های پادشاه عمل می‌کردند.